# 스마트 토이

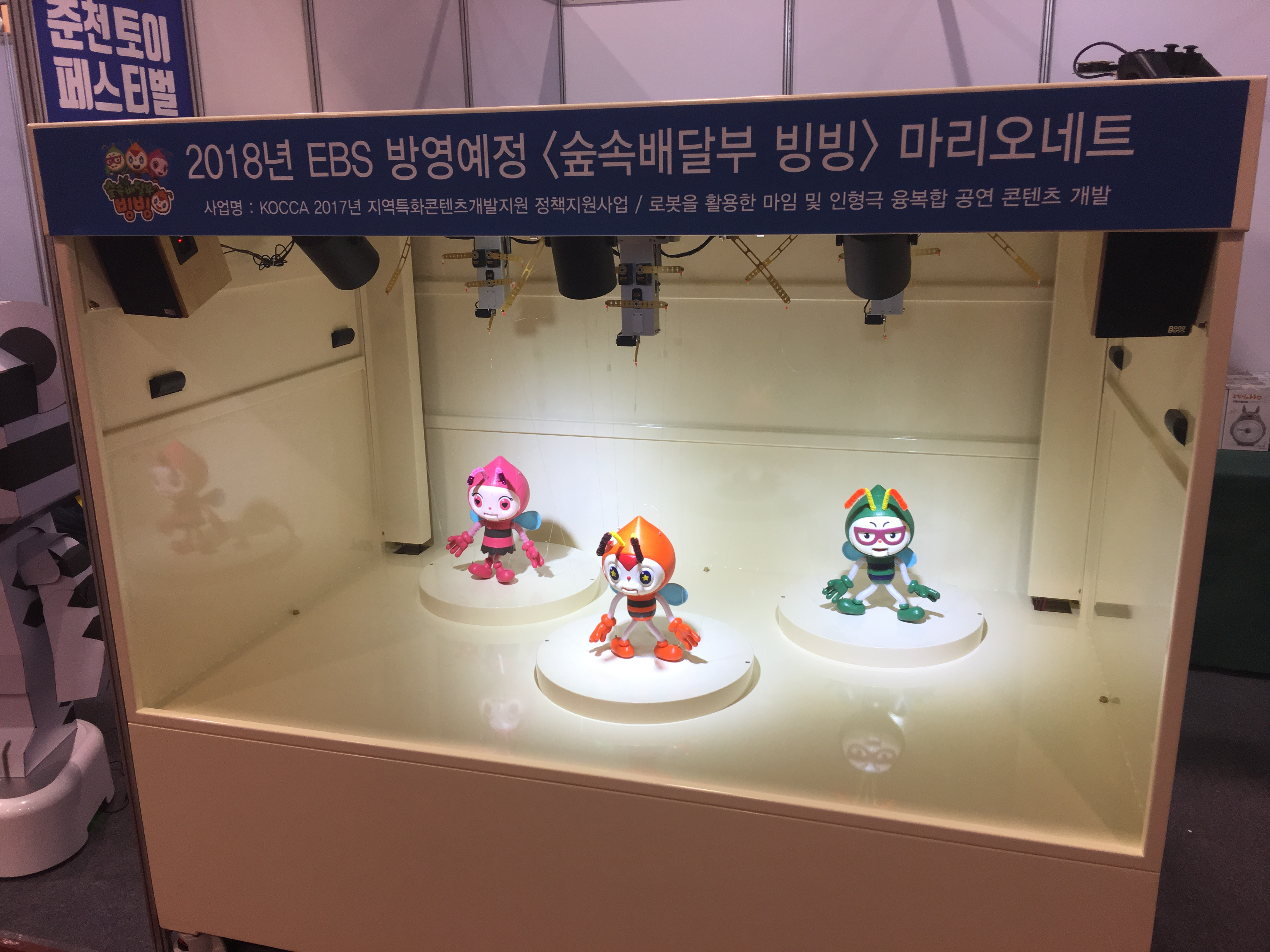
2017춘천 토이페스티발에서 찍은 《숲속 배달부 빙빙-마리오네트》의 모습.

스마트 토이(영어: smart toy)란 인공지능이나 사물인터넷(IoT) 같은 차세대 정보통신기술(ICT)이 접목된 장난감을 말한다. 일종의 사람과 상호작용하는 움직이는 로봇이라고도 할 수 있다. 보통 음악 게임이나 터치 작동형 그림책, 유아용의 어린이 친화형 컴퓨터 등 일명 랩웨어(lapware)를 가리키는 용어이기도 하다. 이들 장난감에는 대부분 빛이나 위치상의 변화, 소리, 감촉 따위를 ‘인지’할 수 있도록 갖가지 유형의 센서가 장착돼 있다. 센서는 이 밖에 사물, 즉 장난감에 부속된 가짜 음식물이나 의상, 단검이나 마법의 지팡이 같은 소품을 ‘인식’하는 기능을 부여해 주기도 한다.

## 역사

### 애니메이트로닉 토이
스마트 토이에 걸맞은 기능을 갖춘 것은 최근 애니메이트로닉 토이(animatronic toy: 살아 있는 것들의 복제품으로 컴퓨터에 의해 작동되나 살아 있는 것처럼 움직이며 말도 한다)가 등장하면서부터다. 1985년 아이들 사이에서는 ‘테디 럭스핀(Teddy Ruxpin)’ 열풍이 불었다. 그런가 하면 1996년에는 사상 최초의 컴퓨터형 생명체인 ‘다마고치(Tamagotchi)’ 열쇠고리 펫이 일본에서 출시되었다. 이 가상 애완동물은 3차원이 아닌 2차원 수준에 머물긴 했으나 실제 생물체와 다름없이 여러 가지 욕구를 지니도록 제작되었다. 또한 같은 해에 세서미 스트리트의 ‘틱클 미 엘모(Tickle Me Elmo)’ 인형도 공전의 히트를 기록했다. 1997년에는 ‘인터랙티브 바니(Interactive Barney)’가 선풍적 인기를 일으킨 바 있는데, 이 자주색 봉제인형은 2000개의 어휘를 구사할 뿐 아니라 유아용 게임도 12가지나 소화해 낸다. 1998년에는 두 개 제품이 인기를 끌었다. 그중 하나는 타이거 일렉트로닉스(Tiger Electronics)가 제작한 봉제인형 ‘퍼비(Furby)’였다. 퍼비는 머나먼 행성 출신으로 처음에는 퍼비시(Furbish:퍼니의 독자 언어)밖에 구사하지 못한다. 1998년에 히트를 기록한 두 번째 제품은 플레이메이츠토이즈(Playmates Toys)의 ‘어메이징 에이미(Amazing Amy)’다. 어메이징 에이미는 유아 연령대의 예쁘장한 인형으로 자신의 욕구나 필요한 바를 말로 표현할 수 있다. 1999년 소니는 ‘아이보(Aibo)’라는 이름의 정교한 친구 로봇을 일본에서 선보였다. 영화 속의 로봇을 현실로 옮기려는 노력은 아주 오래전부터 진행되었다. 2000년 전 히어로 오브 알렉산드리아(Hero of Alexandria)라 불리던 그리스인 엔지니어는 갖가지 경이로운 자동인형을 발명했다. 자동인형이란 움직임이 가능하며 일부 진짜 같은 소리를 내기도 하는 자가 작동식 기계 모형이다.

### 인터렉티브 토이
최근에는 로봇을 조작하는 수준을 넘어 로봇과 대화를 할 수 있는 완구까지 등장했다. 대화가 가능하고 성격이 진화하는 인공지능 감성인형, 스마트한 기능이 탑재된 인형의 집 등 디지털 기술과 융합된 신개념 완구다.

## 산업(시장)
대한민국에선 2018년 중학교를 시작으로, 2019년 초등학교에서 소프트웨어(SW) 교육이 의무화되면서 SW 코딩에 대한 관심이 커지고 있는 데 따른 것이다. 유통업계는 스마트폰, 온라인·모바일 게임 등으로 인해 전통 장난감의 입지가 좁아지면서, 코딩을 통해 조작할 수 있는 스마트토이 시장을 주목하고 있다. 
국내외 완구업체, 로봇기업, 온라인유통업체들도 코딩 원리를 배울 수 있는 스마트토이를 잇따라 선보이고 있다. 시장조사업체 유로모니터에 따르면 글로벌 스마트토이 시장은 2016년약 37억유로(약 4조9400억원)에서 2018년 74억유로(약 9조2400억원)로 두 배 성장할 전망이다.

## 분류
스마트 토이의 분류는 다음과 같다.
- 블록형 스마트 토이: 블록 형태의 모듈들을 연결하여 새로운 기능을 창조하는 방식의 스마트 토이라고 할 수 있다.
- 콘트롤형 스마트 토이: 전통적 토이의 간단한 조정 기능을 훨씬 뛰어 넘어 로봇과 같은 매우 정교한 콘트롤이 가능한 스마트 토이라고 할 수 있다.
- 대화형 스마트 토이: 이용자와 스마트 토이 사이의 커뮤니케이션을 통한 정서적 유대에 초점을 맞추고 있다.
- 교육형 스마트 토이: 토이의 놀이 기능과 교육을 결합한 것이라고 할 수 있다.

## 대한민국 내 사례(현황)
국내에서는 손오공이 교육용 완구 시장에 관심을 갖고, 2014년 '소피루비 신기한 3D 매직패드' '개구쟁이 펭토킹' 등 ICT 기술을 접목한 스마트토이를 선보였다. 손오공은 지난해 마텔에 인수된 후 올초 마텔의 브랜드인 피셔프라이스의 '피셔 코딩 애벌레'를 국내에 선보이기도 했다. 최근에는 오픈마켓도 자체브랜드(PB) 상품으로 스마트토이를 내놓았다. 인터파크는 중국 스마트토이 업체인 메이크블럭과 함께 '코딩 놀이터'를 출시했다. 이 제품은 7∼14세가 대상이며, 로봇완구를 조립하거나 분해하고 각종 명령어를 입력하면서 코딩 원리를 배우는 방식이다. 
국내 스마트 통신기기 전문기업 인포마크는 다양한 스마트 토이를 체험할 수 있는 ‘로보랑 체험존’을 오픈했다. ‘로보랑 체험존’은 로보랑에서 판매하는 대표 제품인 ‘대시앤닷’(Dash&Dot), ‘스피로’(Sphero), ‘올리’(Ollie)를 직접 보고 체험할 수 있는 공간으로, 스마트 토이에 대한 인지도 및 이해도를 높이기 위해 구축했다.  이곳에서는 대시앤닷 등의 스마트 토이를 태블릿 또는 스마트폰과 연동하고, 전용 앱을 활용한 간단한 블록 코딩 조종 등을 체험해 볼 수 있다.
대한민국 제 19대 대통령 문재인은 "춘천을 레고랜드와 연계한 스마트 토이 도시로 키워 강원의 새로운 성장 동력과 일자리를 만들 것"이라고 공약했었다. 이와 관련, 춘천시와 강원정보문화진흥원은 ‘스마트 토이 도시 건설’이라는 신정부 공약에 힘입어 본격적인 스마트 토이 산업을 육성할 계획이다.

## 대한민국 외 사례(현황)

### 미국
바비인형 제조사인 미국 마텔은 음성인식과 인공지능을 활용한 스마트토이를 잇따라 개발해 선보이고 있다. 2015년 음성인식 기술 기업인 토이토크와 협업해 말을 걸면 인형이 알아서 대답하는 '헬로 바비' 인형을 선보인 데 이어 지난해에는 아이들의 말을 듣고 대답하는 장난감 '스마트토이 베어'를 출시했다. 2017년 국제전자제품박람회(CES)에서는 아마존 에코, 구글홈과 유사한 인공지능(AI) 스피커인 '아리스토텔레스'도 공개했다. 아리스토텔레스는 음악을 틀어주거나 동화를 읽어주며 말을 걸면 대답도 해 준다.
미국 로봇기업 원더워크숍은 어린이 교육용 코딩로봇인 '대시앤닷'을 2014년 출시, 현재 미국·유럽을 비롯해 전 세계 46개국, 1만여 개 초등학교에서 코딩수업용 교구로 활용되고 있다. 태블릿PC나 스마트폰 앱으로 동작명령을 입력한 특정 버튼을 이어 붙이면 로봇이 이에 맞춰 움직인다. 명령어 버튼 조합을 통해 코딩 원리를 익히는 방식이다. 또 다른 로봇기업인 스피로는 스마트폰 앱으로 조종할 수 있는 미니어처 로봇인 'BB-8'을 선보였다. 손목에 부속 액세서리를 착용하면 손목만 움직여도 로봇을 자유자재로 조종할 수 있다. 
아이들과 교감하며 성장하는 대표적인 스마트토이는 미국 앤키(Anki)가 만든 인공지능 장난감 로봇 '코즈모(COZMO)'다. '코즈모'는 SF애니메이션 '월E'에 등장하는 로봇처럼 사람들을 인식하고 스스로 학습하며 성장해 간다. 코즈모는 사용자의 얼굴과 이름, 움직임을 기억하며, 사람의 반응에 따라 다양한 표정과 소리, 움직임을 보인다.

### 유럽
레고는 미취학 아동과 초등학생을 위한 코딩로봇 '레고 부스트'를 출시했다. 이 제품은 색깔, 음성, 움직임을 인식하는 센서를 탑재하고, 전용 앱을 이용해 로봇의 움직임이나 소리를 조종할 수 있는 방식이다. 로봇에 말을 건네면 대답하고 손을 잡으면 뿌리치는 듯한 장난도 친다. 이 제품으로는 로봇·고양이·차량·건축기계·기타 등 5가지 모델을 만들 수 있으며, 조립할 때 기존 레고블록을 붙일 수 있다. 레고는 이 제품을 올초 세계가전박람회(CES)에서 처음 선보였다. 레고는 지난 98년 레고블록으로 센서와 모터가 달린 로봇을 만들어 전용 프로그래머 앱으로 코딩하는 '레고 마인드스톰'을 선보인 데 이어 지속적으로 코딩장난감을 내놨다. 초등학생을 위한 로봇 교육도구 '위두'도 출시했다. 레고부스트는 마인드스톰이나 위두보다 쉬워 미취학 아동이나 초등학교 저학년생도 SW 프로그래밍을 쉽게 접할 수 있도록 개발됐다. 이날 서울 광화문 포시즌호텔에서 열린 기자간담회에서 진권영 레고코리아 마케팅팀 상무는 "레고부스트는 어린이들이 이해하기 쉽도록 그래픽 인터페이스를 도입하고, 코딩의 기본을 가르치는 데 주안점을 뒀다"고 말했다.

### 일본
일본 소니는 10년 만에 공작 요소를 결합한 로봇 장난감 ‘토이오’의 출시를 예고했다. 공식 발매 예정일은 오는 12월 1일이다. 아이들은 토이오 링과 콘솔을 이용해 로봇 장난감들을 조작할 수 있다. 배틀, 레이스, 액션, 퍼즐 게임 등 다양한 놀이를 즐길 수 있는게 특징이다.
일본 최대 완구기업 다카라 토미는 토마스 기차 장난감에 초음파기술을 사용해 과거 뜨거운 물로 엔진의 증기를 흉내냈던 때와 달리 안전하고 오래 사용할 수 있게 바꿨다. 같은 기업의 50년 전통의 ‘리카짱’ 인형은 특별한 빛을 쐬어주면 머리색이 바뀌는 기능이 개발됐다. 
2017년 6월 일본에서 열린 국제 도쿄 토이 쇼에서는 일 기업 카와다(Kawada), 메가하우스(MegaHouse) 등이 AR 매직 건, VR 드래곤볼 게임 등을 선보였다.

### 홍콩
홍콩 스타트업 ‘한슨 로보틱스’는 로봇공학과 인공지능(AI)기술에 주목해 아인슈타인을 닮은 과학교육 로봇을 개발중이다. 또 다른 홍콩 업체 ‘V테크’는 학습에 도움을 주는 유아용 노트북과 스마트워치 등의 스마트 토이를 제작한다. 중국에서도 아이들을 위한 코딩 로봇이 크게 유행했다.

## 논쟁
스마트폰과 연동되는 장난감인 '스마트토이'가 해킹에 취약한 것으로 나타나 주의가 필요하다. 스마트토이를 해킹하면 카메라, 마이크 등을 통해 외부로 정보가 유출될 수 있기 때문이다.  2016년 1월 17일 보안업계에 따르면 스마트토이 제작사 '스페로(Sphero)'가 발매한 'BB-8'은 취약점이 노출돼, 펌웨어를 업데이트한 것으로 나타났다. 기존 펌웨어는 암호화를 지원하지 않기 때문에 해킹을 통해 BB-8에 탑재된 카메라, 마이크 등 기능을 도용 당할 가능성이 있다. 아직 이와 관련해서 발생한 문제는 확인되지 않았다. BB-8과 같은 스마트토이는 스마트폰을 활용해 다양한 기능을 활용할 수 있어 어린이들뿐 아니라 성인에게도 인기를 끌고 있다. 스마트토이는 카메라, 마이크 등을 사용할 수 있으며, 통신기능을 갖춰 인터넷과 연결할 수 있다. 하지만 스마트토이 사용자들은 스마트폰이나 PC와 달리 보안 취약점에 대해 고려하지 않고 있어 잠재적인 위험에 노출되고 있다.
독일 연방네트워크관리청(FNA)는 2017년 2월 언론 보도자료를 통해 독일 내 카일라 인형 판매를 금지하며, 이미 자녀들에게 이 인형을 사준 부모는 파괴해야 한다고 발표했다. 이 인형이 아이들의 정보를 빼낼 가능성이 있다고 보고 내린 조치다.
최근 출시되는 스마트토이는 안드로이드 OS와 블루투스, 무선랜을 이용한 통신기능을 제공한다. 그러나 최신 버전이 아닌 안드로이드 OS는 취약점이 많아 보안성 면에서 취약하다는 게 보안업계의 지적이다. 제조사 측에서도 보안 부문에 소홀하다. BB-8도 최초 펌웨어에는 암호화를 적용하지 않은 것으로 알려졌다. SW업계는 인터넷 통신기능을 갖춘 '스마트토이', '커넥티드 토이'가 증가함에 따라, 이와 관련된 보안 문제도 커질 것으로 예상하고 있다. 업계 관계자는 "현재 유아용으로 나오는 스마트토이도 예전 저사양 PC 수준 성능을 제공한다"며 "스마트토이는 움직일 수도 있기 때문에 스마트폰이나 PC보다 더 적극적인 해킹으로 활용될 수 있다"고 내다봤다.  

## 같이 보기
- 네트워크에 연결된 장난감